# Walter Vera
Walter Eustaquio Vera Barale (ur. 29 marca 1928 w Durazno, zm. 24 maja 2018 w Montevideo) – urugwajski strzelec, olimpijczyk.
Brał udział w Letnich Igrzyskach Olimpijskich 1968 (Meksyk). Startował w konkurencji pistoletu dowolnego (50 m), w której zajął 54. pozycję.

## Wyniki olimpijskie
| Igrzyska | Konkurencja            | Wynik                          | Miejsce | Źródło |
| -------- | ---------------------- | ------------------------------ | ------- | ------ |
| IO 1968  | Pistolet dowolny, 50 m | 524 punkty (88-81-93-89-85-88) | 54.     | [ 2 ]  |